# Daqui p'rá Frente
Daqui P'rá Frente é um filme português de 2007, do género drama, realizado por Catarina Ruivo.
O filme teve a sua estreia a 18 de Setembro de 2007, na França e Alemanha.

## Sinopse
Dora é uma esteticista que divide o seu tempo entre a profissão, o marido, António, que é polícia, e as reuniões do pequeno partido de esquerda a que pertence.
Uma história de amor e como temos que aprender a existir e a resistir no quotidiano enquanto procuramos a felicidade.

## Elenco
- Adelaide de Sousa - Dora
- Ricardo Aibéo
- Luís Miguel Cintra - António
- António Figueiredo
- Rita Durão
- Edgar Morais - Nelson
- Alexandre Pinto
- Diana Costa e Silva
- Paula Sá Nogueira
- Isabel Ruth
- Marcello Urgeghe
- Rita Brütt
- Hugo Caroça - Polícia
- Luísa Amorim
- Marta Mateus
- Filipa Leão